# Thomas B. Ward

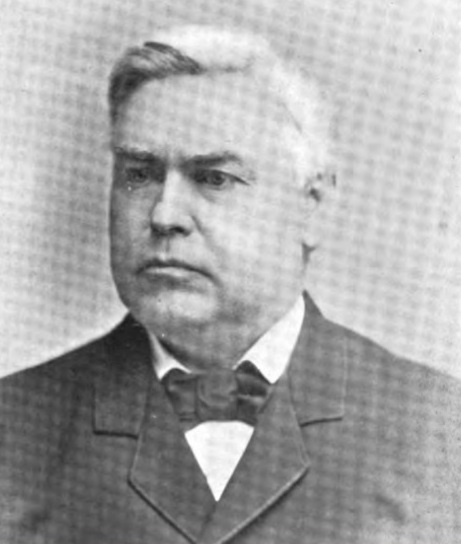
Thomas B. Ward

Thomas Bayless Ward (* 27. April 1835 in Marysville, Ohio; † 1. Januar 1892 in Lafayette, Indiana) war ein US-amerikanischer Politiker. Zwischen 1883 und 1887 vertrat er den Bundesstaat Indiana im US-Repräsentantenhaus.

## Werdegang
Im Mai 1836 kam Thomas Ward mit seinen Eltern nach Lafayette im Staat Indiana. Später besuchte er das Wabash College in Crawfordsville. Daran schloss sich bis 1855 ein Studium an der Miami University in Oxford (Ohio) an. In den Jahren 1855 und 1856 arbeitete Ward als Verwaltungsangestellter bei der Stadtverwaltung in Lafayette. Nach einem anschließenden Jurastudium und seiner 1857 erfolgten Zulassung als Rechtsanwalt begann er in Lafayette in diesem Beruf zu arbeiten. In den Jahren 1859 und 1860 war er juristischer Vertreter dieser Stadt, als deren Bürgermeister er danach zwischen 1861 und 1865 fungierte. Von 1875 bis 1880 war Ward Richter am Superior Court im Tippecanoe County.
Politisch war er Mitglied der Demokratischen Partei. Bei den Kongresswahlen des Jahres 1882 wurde er im neunten Wahlbezirk von Indiana in das US-Repräsentantenhaus in Washington, D.C. gewählt, wo er am 4. März 1883 die Nachfolge von Charles T. Doxey antrat. Nach einer Wiederwahl konnte er bis zum 3. März 1887 zwei Legislaturperioden im Kongress absolvieren. Im Jahr 1886 verzichtete er auf eine erneute Kandidatur.
Nach seinem Ausscheiden aus dem US-Repräsentantenhaus praktizierte Thomas Ward wieder als Anwalt in Lafayette, wo er am 1. Januar 1892 verstarb.